# 히가시오카야마역
히가시오카야마역(일본어: 東岡山駅 히가시오카야마에키[*])는 일본 오카야마현 오카야마시 나카구에 있는 역이다.

## 이용 가능 철도 노선
- 서일본 여객철도
  - 산요 본선
  - 아코 선

## 타는 곳

### 서일본 여객철도
| 1 | ■아코 선（하행）   | 오카야마・구라시키역・후쿠야마 방면 （하쿠지 선직통）니이미 방면 | （반슈아코 방면에서）                       |
| 2 | ■산요 본선（하행） | 오카야마・구라시키・후쿠야마 방면 （하쿠지 선 직통）니이미 방면  | （와케 방면에서）                           |
| 3 | ■아코 선（상행）   | 사이다이지・오사후네・히나세・반슈아코 방면                      | 사이다이지・오사후네・히나세・반슈아코 방면 |
| 4 | ■산요 본선（상행） | 세토・와케・아이오이・히메지 방면                                | 세토・와케・아이오이・히메지 방면           |

## 승강장

### 기존선
- 관할 철도 회사: 서일본 여객철도
- 승강장 형태: 혼합식 승강장 2면 3선

## 역 역사
- 1891년 3월 18일 - 영업 개시.